# Double mixte de l'US Open de tennis 1993
US Open de tennis  1993
Tableau du simple messieurs

Tableau du simple dames

Tableau du double messieurs

Tableau du double dames

Tableau du double mixte
US Open de tennis 
Double mixte
Grands Chelems 1993
Double mixte
Cet article présente les résultats détaillés du double mixte de l’édition 1993 de l’US Open de tennis qui est disputé du 30 août au 12 septembre 1993. Ce tournoi est le dernier de la tournée du Grand Chelem.

## Faits marquants
Helena Suková et Todd Woodbridge battent Martina Navrátilová et Mark Woodforde en finale de cette édition ; il s'agit du 1er succès de cette équipe dans les tournois du Grand Chelem.

## Parcours
| No | Équipe                             | Résultat      | Ultimes adversaires                    |
| -- | ---------------------------------- | ------------- | -------------------------------------- |
| 1  | Helena Suková Todd Woodbridge      | Victoire      | Martina Navrátilová Mark Woodforde (2) |
| 2  | Martina Navrátilová Mark Woodforde | Finale        | Helena Suková Todd Woodbridge (1)      |
| 3  | Natasha Zvereva Mark Kratzmann     | 1/4 de finale | Kathy Rinaldi Patrick Galbraith (5)    |
| 4  | Elizabeth Smylie John Fitzgerald   | 2e tour       | Jill Hetherington Glenn Michibata      |
| 5  | Kathy Rinaldi Patrick Galbraith    | 1/2 finale    | Martina Navrátilová Mark Woodforde (2) |
| 6  | Conchita Martínez Sergio Casal     | 1/2 finale    | Helena Suková Todd Woodbridge (1)      |
| 7  | Zina Garrison Rick Leach           | 1er tour      | Robin White Grant Connell              |
| 8  | Manon Bollegraf Tom Nijssen        | 1/4 de finale | Helena Suková Todd Woodbridge (1)      |

| No | Équipe                     | Résultat | Ultimes adversaires                    |
| -- | -------------------------- | -------- | -------------------------------------- |
| 1  | Ann Grossman Jim Pugh      | 1er tour | Elizabeth Smylie John Fitzgerald (4)   |
| 2  | Linda Wild Brad Pearce     | 1er tour | Natasha Zvereva Mark Kratzmann (3)     |
| 3  | Betsy Nagelsen Kelly Jones | 1er tour | Elna Reinach Danie Visser              |
| 4  | Chanda Rubin Brian MacPhie | 2e tour  | Martina Navrátilová Mark Woodforde (2) |

## Résultats

### Tableau final
|  |                                    |            |                                    |            |                               |     |   |        |        |        |        |        |
|  | 1/2 finale                         | 1/2 finale | 1/2 finale                         | 1/2 finale | 1/2 finale                    |     |   | Finale | Finale | Finale | Finale | Finale |
|  |                                    |            |                                    |            |                               |     |   |        |        |        |        |        |
|  |                                    |            |                                    |            |                               |     |   |        |        |        |        |        |
|  | Helena Suková Todd Woodbridge      | (1)        | 6                                  | 6          |                               |     |   |        |        |        |        |        |
|  | Helena Suková Todd Woodbridge      | (1)        | 6                                  | 6          |                               |     |   |        |        |        |        |        |
|  | Conchita Martínez Sergio Casal     | (6)        | 2                                  | 1          |                               |     |   |        |        |        |        |        |
|  | Conchita Martínez Sergio Casal     | (6)        | 2                                  | 1          | Helena Suková Todd Woodbridge | (1) | 6 | 7      |        |        |        |        |
|  |                                    |            |                                    |            |                               | (1) | 6 | 7      |        |        |        |        |
|  |                                    |            | Martina Navrátilová Mark Woodforde | (2)        | 3                             | 6   |   |        |        |        |        |        |
|  | Kathy Rinaldi Patrick Galbraith    | (5)        | Martina Navrátilová Mark Woodforde | (2)        | 3                             | 6   | 5 | 3      |        |        |        |        |
|  | Kathy Rinaldi Patrick Galbraith    | (5)        |                                    |            |                               |     | 5 | 3      |        |        |        |        |
|  | Martina Navrátilová Mark Woodforde | (2)        | 7                                  | 6          |                               |     |   |        |        |        |        |        |
|  | Martina Navrátilová Mark Woodforde | (2)        | 7                                  | 6          |                               |     |   |        |        |        |        |        |

### Premiers tours

#### Haut du tableau
|  |                                   |                                 |                                   |                                |                                   |                                   |                                   |                                   |                                   |                                   |         |         |   |  |                               |                               |                               |                               |                               |                               |            |            |            |            |
|  | 1er tour                          | 1er tour                        | 1er tour                          | 1er tour                       | 1er tour                          |                                   |                                   | 2e tour                           | 2e tour                           | 2e tour                           | 2e tour | 2e tour |   |  | 1/2 finale                    | 1/2 finale                    | 1/2 finale                    | 1/2 finale                    | 1/2 finale                    | 1/2 finale                    | 1/2 finale | 1/2 finale | 1/2 finale | 1/2 finale |
|  |                                   |                                 |                                   |                                |                                   |                                   |                                   |                                   |                                   |                                   |         |         |   |  |                               |                               |                               |                               |                               |                               |            |            |            |            |
|  |                                   |                                 |                                   |                                |                                   |                                   |                                   |                                   | 1/4 de finale                     |                                   |         |         |   |  |                               |                               |                               |                               |                               |                               |            |            |            |            |
|  |                                   |                                 |                                   |                                |                                   |                                   |                                   |                                   |                                   |                                   |         |         |   |  |                               |                               |                               |                               |                               |                               |            |            |            |            |
|  |                                   |                                 |                                   |                                |                                   |                                   |                                   |                                   |                                   |                                   |         |         |   |  |                               |                               |                               |                               |                               |                               |            |            |            |            |
|  | Helena Suková Todd Woodbridge     | (1)                             | 7                                 | 6                              |                                   |                                   |                                   |                                   |                                   |                                   |         |         |   |  |                               |                               |                               |                               |                               |                               |            |            |            |            |
|  | Helena Suková Todd Woodbridge     | (1)                             | 7                                 | 6                              |                                   |                                   |                                   |                                   |                                   |                                   |         |         |   |  |                               |                               |                               |                               |                               |                               |            |            |            |            |
|  | Claudia Porwik Cyril Suk          |                                 | 5                                 | 4                              |                                   |                                   |                                   |                                   |                                   |                                   |         |         |   |  |                               |                               |                               |                               |                               |                               |            |            |            |            |
|  | Claudia Porwik Cyril Suk          | Helena Suková Todd Woodbridge   | 5                                 | 4                              | (1)                               | 63                                | 6                                 | 7                                 |                                   |                                   |         |         |   |  |                               |                               |                               |                               |                               |                               |            |            |            |            |
|  |                                   |                                 |                                   |                                |                                   | 63                                | 6                                 | 7                                 |                                   |                                   |         |         |   |  |                               |                               |                               |                               |                               |                               |            |            |            |            |
|  |                                   |                                 | Katrina Adams Rikard Bergh        |                                | 7                                 | 3                                 | 5                                 |                                   |                                   |                                   |         |         |   |  |                               |                               |                               |                               |                               |                               |            |            |            |            |
|  | Debbie Graham Scott Melville      |                                 | Katrina Adams Rikard Bergh        | 3                              | 7                                 | 3                                 | 5                                 | 64                                |                                   |                                   |         |         |   |  |                               |                               |                               |                               |                               |                               |            |            |            |            |
|  | Debbie Graham Scott Melville      |                                 |                                   | 3                              |                                   |                                   |                                   |                                   |                                   |                                   |         |         |   |  |                               |                               |                               |                               |                               |                               |            |            |            |            |
|  | Katrina Adams Rikard Bergh        |                                 | 6                                 | 7                              |                                   |                                   |                                   |                                   |                                   |                                   |         |         |   |  |                               |                               |                               |                               |                               |                               |            |            |            |            |
|  | Katrina Adams Rikard Bergh        |                                 |                                   |                                | Helena Suková Todd Woodbridge     | Helena Suková Todd Woodbridge     | Helena Suková Todd Woodbridge     | Helena Suková Todd Woodbridge     | Helena Suková Todd Woodbridge     | Helena Suková Todd Woodbridge     | (1)     | 6       | 6 |  |                               |                               |                               |                               |                               |                               |            |            |            |            |
|  |                                   |                                 |                                   |                                |                                   | Helena Suková Todd Woodbridge     | Helena Suková Todd Woodbridge     | Helena Suková Todd Woodbridge     | Helena Suková Todd Woodbridge     | Helena Suková Todd Woodbridge     | (1)     | 6       | 6 |  |                               |                               |                               |                               |                               |                               |            |            |            |            |
|  | Manon Bollegraf Tom Nijssen       | Manon Bollegraf Tom Nijssen     | Manon Bollegraf Tom Nijssen       | Manon Bollegraf Tom Nijssen    | Manon Bollegraf Tom Nijssen       | Manon Bollegraf Tom Nijssen       | (8)                               | 4                                 | 3                                 |                                   |         |         |   |  |                               |                               |                               |                               |                               |                               |            |            |            |            |
|  | Manon Bollegraf Tom Nijssen       | Manon Bollegraf Tom Nijssen     | Manon Bollegraf Tom Nijssen       | Manon Bollegraf Tom Nijssen    | Manon Bollegraf Tom Nijssen       | Manon Bollegraf Tom Nijssen       | (8)                               | 4                                 | 3                                 | Larisa Neiland Andreï Olhovskiy   |         | 6       | 6 |  |                               |                               |                               |                               |                               |                               |            |            |            |            |
|  |                                   |                                 |                                   |                                |                                   |                                   |                                   |                                   |                                   | Larisa Neiland Andreï Olhovskiy   |         | 6       | 6 |  |                               |                               |                               |                               |                               |                               |            |            |            |            |
|  | Mercedes Paz David Macpherson     |                                 | 4                                 | 2                              |                                   |                                   |                                   |                                   |                                   |                                   |         |         |   |  |                               |                               |                               |                               |                               |                               |            |            |            |            |
|  | Mercedes Paz David Macpherson     | Larisa Neiland Andreï Olhovskiy | 4                                 | 2                              |                                   | 6                                 | 3                                 | 2                                 |                                   |                                   |         |         |   |  |                               |                               |                               |                               |                               |                               |            |            |            |            |
|  |                                   |                                 |                                   |                                |                                   | 6                                 | 3                                 | 2                                 |                                   |                                   |         |         |   |  |                               |                               |                               |                               |                               |                               |            |            |            |            |
|  |                                   |                                 | Manon Bollegraf Tom Nijssen       | (8)                            | 2                                 | 6                                 | 6                                 |                                   |                                   |                                   |         |         |   |  |                               |                               |                               |                               |                               |                               |            |            |            |            |
|  | Pam Shriver Mark Keil             |                                 | Manon Bollegraf Tom Nijssen       | (8)                            | 2                                 | 6                                 | 6                                 | 3                                 | 7                                 | 3                                 |         |         |   |  |                               |                               |                               |                               |                               |                               |            |            |            |            |
|  | Pam Shriver Mark Keil             |                                 |                                   |                                |                                   |                                   |                                   |                                   |                                   | 3                                 |         |         |   |  |                               |                               |                               |                               |                               |                               |            |            |            |            |
|  | Manon Bollegraf Tom Nijssen       | (8)                             | 6                                 | 63                             | 6                                 |                                   |                                   |                                   |                                   |                                   |         |         |   |  |                               |                               |                               |                               |                               |                               |            |            |            |            |
|  | Manon Bollegraf Tom Nijssen       | (8)                             | 6                                 | 63                             | 6                                 |                                   |                                   |                                   |                                   |                                   |         |         |   |  | Helena Suková Todd Woodbridge | Helena Suková Todd Woodbridge | Helena Suková Todd Woodbridge | Helena Suková Todd Woodbridge | Helena Suková Todd Woodbridge | Helena Suková Todd Woodbridge | (1)        | 6          | 6          |            |
|  |                                   |                                 |                                   |                                |                                   |                                   |                                   |                                   |                                   |                                   |         |         |   |  | Helena Suková Todd Woodbridge | Helena Suková Todd Woodbridge | Helena Suková Todd Woodbridge | Helena Suková Todd Woodbridge | Helena Suková Todd Woodbridge | Helena Suková Todd Woodbridge | (1)        | 6          | 6          |            |
|  | Conchita Martínez Sergio Casal    | Conchita Martínez Sergio Casal  | Conchita Martínez Sergio Casal    | Conchita Martínez Sergio Casal | Conchita Martínez Sergio Casal    | Conchita Martínez Sergio Casal    | (6)                               | 2                                 | 1                                 |                                   |         |         |   |  |                               |                               |                               |                               |                               |                               |            |            |            |            |
|  | Conchita Martínez Sergio Casal    | Conchita Martínez Sergio Casal  | Conchita Martínez Sergio Casal    | Conchita Martínez Sergio Casal | Conchita Martínez Sergio Casal    | Conchita Martínez Sergio Casal    | (6)                               | 2                                 | 1                                 | Elizabeth Smylie John Fitzgerald  | (4)     | 6       | 7 |  |                               |                               |                               |                               |                               |                               |            |            |            |            |
|  |                                   |                                 |                                   |                                |                                   |                                   |                                   |                                   |                                   |                                   |         | 6       | 7 |  |                               |                               |                               |                               |                               |                               |            |            |            |            |
|  | Ann Grossman Jim Pugh             | (WC)                            | 3                                 | 65                             |                                   |                                   |                                   |                                   |                                   |                                   |         |         |   |  |                               |                               |                               |                               |                               |                               |            |            |            |            |
|  | Ann Grossman Jim Pugh             | (WC)                            | 3                                 | 65                             | Elizabeth Smylie John Fitzgerald  | (4)                               | 64                                | 3                                 |                                   |                                   |         |         |   |  |                               |                               |                               |                               |                               |                               |            |            |            |            |
|  |                                   |                                 |                                   |                                |                                   | (4)                               | 64                                | 3                                 |                                   |                                   |         |         |   |  |                               |                               |                               |                               |                               |                               |            |            |            |            |
|  |                                   |                                 | Jill Hetherington Glenn Michibata |                                | 7                                 | 6                                 |                                   |                                   |                                   |                                   |         |         |   |  |                               |                               |                               |                               |                               |                               |            |            |            |            |
|  | Patty Fendick Steve DeVries       |                                 | Jill Hetherington Glenn Michibata | 5                              | 7                                 | 6                                 | 3                                 |                                   |                                   |                                   |         |         |   |  |                               |                               |                               |                               |                               |                               |            |            |            |            |
|  | Patty Fendick Steve DeVries       |                                 |                                   | 5                              |                                   |                                   |                                   |                                   |                                   |                                   |         |         |   |  |                               |                               |                               |                               |                               |                               |            |            |            |            |
|  | Jill Hetherington Glenn Michibata |                                 | 7                                 | 6                              |                                   |                                   |                                   |                                   |                                   |                                   |         |         |   |  |                               |                               |                               |                               |                               |                               |            |            |            |            |
|  | Jill Hetherington Glenn Michibata |                                 |                                   |                                | Jill Hetherington Glenn Michibata | Jill Hetherington Glenn Michibata | Jill Hetherington Glenn Michibata | Jill Hetherington Glenn Michibata | Jill Hetherington Glenn Michibata | Jill Hetherington Glenn Michibata |         | 65      | 3 |  |                               |                               |                               |                               |                               |                               |            |            |            |            |
|  |                                   |                                 |                                   |                                |                                   | Jill Hetherington Glenn Michibata | Jill Hetherington Glenn Michibata | Jill Hetherington Glenn Michibata | Jill Hetherington Glenn Michibata | Jill Hetherington Glenn Michibata |         | 65      | 3 |  |                               |                               |                               |                               |                               |                               |            |            |            |            |
|  | Conchita Martínez Sergio Casal    | Conchita Martínez Sergio Casal  | Conchita Martínez Sergio Casal    | Conchita Martínez Sergio Casal | Conchita Martínez Sergio Casal    | Conchita Martínez Sergio Casal    | (6)                               | 7                                 | 6                                 |                                   |         |         |   |  |                               |                               |                               |                               |                               |                               |            |            |            |            |
|  | Conchita Martínez Sergio Casal    | Conchita Martínez Sergio Casal  | Conchita Martínez Sergio Casal    | Conchita Martínez Sergio Casal | Conchita Martínez Sergio Casal    | Conchita Martínez Sergio Casal    | (6)                               | 7                                 | 6                                 | Amanda Coetzer Stefan Kruger      |         | 6       | 7 |  |                               |                               |                               |                               |                               |                               |            |            |            |            |
|  |                                   |                                 |                                   |                                |                                   |                                   |                                   |                                   |                                   | Amanda Coetzer Stefan Kruger      |         | 6       | 7 |  |                               |                               |                               |                               |                               |                               |            |            |            |            |
|  | Lori McNeil Ken Flach             |                                 | 4                                 | 610                            |                                   |                                   |                                   |                                   |                                   |                                   |         |         |   |  |                               |                               |                               |                               |                               |                               |            |            |            |            |
|  | Lori McNeil Ken Flach             | Amanda Coetzer Stefan Kruger    | 4                                 | 610                            |                                   | 3                                 | 2                                 |                                   |                                   |                                   |         |         |   |  |                               |                               |                               |                               |                               |                               |            |            |            |            |
|  |                                   |                                 |                                   |                                |                                   | 3                                 | 2                                 |                                   |                                   |                                   |         |         |   |  |                               |                               |                               |                               |                               |                               |            |            |            |            |
|  |                                   |                                 | Conchita Martínez Sergio Casal    | (6)                            | 6                                 | 6                                 |                                   |                                   |                                   |                                   |         |         |   |  |                               |                               |                               |                               |                               |                               |            |            |            |            |
|  | Andrea Strnadová Laurie Warder    |                                 | Conchita Martínez Sergio Casal    | (6)                            | 6                                 | 6                                 | 2                                 | 4                                 |                                   |                                   |         |         |   |  |                               |                               |                               |                               |                               |                               |            |            |            |            |
|  | Andrea Strnadová Laurie Warder    |                                 |                                   |                                |                                   |                                   | 2                                 | 4                                 |                                   |                                   |         |         |   |  |                               |                               |                               |                               |                               |                               |            |            |            |            |
|  | Conchita Martínez Sergio Casal    | (6)                             | 6                                 | 6                              |                                   |                                   |                                   |                                   |                                   |                                   |         |         |   |  |                               |                               |                               |                               |                               |                               |            |            |            |            |
|  | Conchita Martínez Sergio Casal    | (6)                             | 6                                 | 6                              |                                   |                                   |                                   |                                   |                                   |                                   |         |         |   |  |                               |                               |                               |                               |                               |                               |            |            |            |            |